# Skolman
Skolman är en beskrivning av en persons yrkes- eller verksamhetsområde, som har att göra med skola. Ofta avses en lärare eller pedagog, men det kan också handla om en person som på annat sätt ägnar sig åt eller är specialist på skolfrågor. Ordet används om äldre förhållanden, fram till och med uppskattningsvis första hälften av 1900-talet, för att beskriva personer som varit verksamma inom skolområdet och särskilt om de på något sätt haft betydelse för skolväsendet.
Bland kända svenska skolmän kan nämnas Anders Fryxell, Fridtjuv Berg, Natanael Berg, Torsten Rudenschöld och Gösta Stenvinkel.